# Вилкинсон Хајтс (Јужна Каролина)
Вилкинсон Хајтс (енгл. Wilkinson Heights) насељено је место без административног статуса у америчкој савезној држави Јужна Каролина.

## Демографија
По попису из 2010. године број становника је 2.493, што је 575 (-18,7%) становника мање него 2000. године.
| Група             | 2000.         | 2010.         |
| Белци             | 98 (3,2%)     | 63 (2,5%)     |
| Афроамериканци    | 2.935 (95,7%) | 2.307 (92,5%) |
| Азијати           | 1 (0,0%)      | 5 (0,2%)      |
| Хиспаноамериканци | 34 (1,1%)     | 102 (4,1%)    |
| Укупно            | 3.068         | 2.493         |